# بنتوتا
بنتوتا (به لاتین: Bentota) یک منطقهٔ مسکونی در سری‌لانکا است که در ناحیه گاله واقع شده‌است. بنتوتا ۳۷٬۰۰۰ نفر جمعیت دارد.